# Sonja van den Ende
Sonja van den Ende (1964) is een Nederlands burgerjournaliste en activiste. Vanuit Syrië en later Oekraïne deed ze verslag van de oorlogen aldaar. In haar berichtgeving is ze kritisch over de reguliere media in de westerse wereld die ze beticht van het verspreiden van leugens over Rusland en de Russisch-Oekraïense Oorlog en de Syrische Burgeroorlog.

## Carrière

### Politiek en activisme
In 2011 was Van den Ende kandidaat-Statenlid voor de provincie Overijssel namens de SP. Volgens een SP-bestuurder was Van den Ende heel actief en kwam ze naar demonstraties tegen de oorlogen in Irak en Afghanistan die de SP organiseerde. Tijdens de burgeroorlog in Syrië was ze volgens hem pro-Assad, wat tot ongemak met de SP leidde. Ze heeft haar lidmaatschap daarna opgezegd.
In 2013 werkte ze samen in de werkgroep "Oorlog is geen oplossing" met Rik Min (NCPN) en was ze tussen 2012-2013 bestuurslid van de stichting DocP (stichting Diensten en Onderzoek Centrum Palestina). Sinds juni 2020 coördineert DocP de BDS-activiteiten in Nederland onder de naam “BDS Nederland”, met het internationale logo van de BDS-beweging. De stichting DocP blijft zelf voortbestaan..
Als bestuurslid van de actiegroep Stop de Bezetting zette ze zich in voor de Palestijnse zaak. Daarnaast was ze onder meer woordvoerder van het Comité Syrian Nederland, waarmee ze in 2016 een 'Mars voor Syrië' organiseerde in Den Haag, uit solidariteit met het volk van Syrië en de Syrische regering van president Assad. Ze woonde jarenlang in Syrië en is enige tijd getrouwd geweest met een Syriër, die volgens haar een direct familielid was van de Syrische president Assad. Over de oorlog die in Syrië woedde schreef ze artikelen op haar site en sociale media, waarin ze uithaalde naar de rol van het Westen in Syrië, en waarin ze haar bijval uitsprak voor de militaire steun van Poetin aan Assad.

### Verslaggeving over Oekraïne
In maart 2022 deed Van den Ende als enige Nederlandse journalist verslag vanuit de door Rusland bezette Donbas over de oorlog in Oekraïne. In een groep met enkele andere embedded journalisten werd ze daarbij rondgeleid door Russische militairen. In haar berichtgeving zet ze zich af tegen de reguliere media in het Westen. Op haar sites en sociale media trok ze de Russische verantwoordelijkheid voor het bloedbad in Boetsja in twijfel en zei ze niet te geloven dat Rusland Oekraïense ziekenhuizen had gebombardeerd. Ze beschuldigde westerse media die dat berichtten van leugens en nepnieuws.
In dezelfde lijn meldde ze na de slag om Marioepol vanuit de ruïnes van deze stad dat alle huizen kapotgeschoten zouden zijn door het Oekraïense leger en waarschijnlijk het Azovbataljon, en niet zoals algemeen werd aangenomen door militairen die aan Russische zijde hadden gevochten. Ondanks dat de Russische staatsmedia RT en Sputnik in Nederland geblokkeerd waren, bereikte Russische propaganda mede via haar kanalen een Nederlands publiek.
Van den Ende behoorde tot de buitenlandse waarnemers voor de referenda over de aansluiting van de bezette gebieden Donetsk, Loehansk, Zaporizja en Cherson bij Rusland. Over het referendum zei ze voor het Russische persbureau TASS dat de "westerse media alles zo in beeld brengen alsof het referendum onder druk wordt gehouden, dat soldaten met machinegeweren mensen dwingen te stemmen, maar zoiets zie ik hier niet. Ik zie de vrije uiting van de wil van mensen, alles is transparant, alles is legaal". Van den Ende vertelde voor de Russische media dat ze niet terugkeert naar Nederland uit vrees voor vervolging vanwege haar positie over de Donbas. Ze is tevens opgenomen in de controversiële Oekraïense Mirotvorets-database, waarin "vijanden van Oekraïne" geregistreerd staan. In september 2023 was Van den Ende een van de tientallen onofficiële buitenlandse waarnemers bij de illegale verkiezingen in de door Rusland bezette Oekraïense gebieden.

## Publicaties (selectie)

### Boeken
- De dwaze moeders van Odessa. Brave New Books, 2017. ISBN 9789402167221
- Hoe Syrië de oorlog won van het westen. Brave New Books, 2023. ISBN 9789402191219

### Artikelen
- COVID-19 wordt door EU-regeringen gebruikt als instrument voor angst en terreur, De Andere Krant (2020), p.6[20]